# Club de Deportes Concepción
Il Club de Deportes Concepción è una società calcistica cilena, con sede a Concepción. Milita nella Liga Chilena de Fútbol Primera División, la massima serie del calcio cileno.

## Storia
Fondato nel 1966, non ha mai vinto trofei nazionali.

## Rosa 2014
| N. |                      | Ruolo | Calciatore       |
| -- | -------------------- | ----- | ---------------- |
| 1  | Cile (bandiera)      | P     | Angelo Giolito   |
| 2  | Cile (bandiera)      | C     | Gersón Valle     |
| 4  | Cile (bandiera)      | D     | Felipe Peñaloza  |
| 7  | Cile (bandiera)      | D     | Luis Alegría     |
| 8  | Argentina (bandiera) | C     | Matías Sarraute  |
| 9  | Uruguay (bandiera)   | A     | Brian Lugo       |
| 10 | Cile (bandiera)      | C     | Juan Leiva       |
| 11 | Cile (bandiera)      | C     | Joaquín Díaz     |
| 12 | Cile (bandiera)      | P     | José Lafrentz    |
| 13 | Cile (bandiera)      | C     | Vincent Salas    |
| 14 | Cile (bandiera)      | C     | Javier Bustos    |
| 15 | Cile (bandiera)      | C     | Patricio Ramírez |
| 16 | Cile (bandiera)      | C     | Franco Solar     |
| 17 | Cile (bandiera)      | D     | Sebastián Rojas  |

| N. |                      | Ruolo | Calciatore         |
| -- | -------------------- | ----- | ------------------ |
| 19 | Cile (bandiera)      | C     | Piero Gárate       |
| 20 | Cile (bandiera)      | C     | Luis Pacheco       |
| 21 | Cile (bandiera)      | A     | Joel Estay         |
| 23 | Argentina (bandiera) | C     | Agustín Briones    |
| 24 | Uruguay (bandiera)   | D     | Enzo Ruiz          |
| 25 | Paraguay (bandiera)  | P     | Cristián Limenza   |
| 26 | Cile (bandiera)      | D     | Jordan Acosta      |
| 27 | Cile (bandiera)      | D     | Matias Muñoz       |
| -- | Argentina (bandiera) | D     | Franco Mendoza     |
| -- | Cile (bandiera)      | D     | Pablo Sanhueza     |
| -- | Uruguay (bandiera)   | D     | Manuel Fernández   |
| -- | Argentina (bandiera) | A     | Milton Alegre      |
| -- | Uruguay (bandiera)   | A     | Sergio Pérez Visca |
|    | Cile (bandiera)      | C     | Bryan Danessi      |

## Rosa 2011
| N. |                      | Ruolo | Calciatore         |
| -- | -------------------- | ----- | ------------------ |
| 1  | Argentina (bandiera) | P     | Carlos Kletnicki   |
| 2  | Cile (bandiera)      | C     | Patricio Jerez     |
| 3  | Cile (bandiera)      | D     | César Vergara      |
| 4  | Cile (bandiera)      | D     | Luis Alegría       |
| 5  | Cile (bandiera)      | D     | Alexis Salazar     |
| 6  | Cile (bandiera)      | C     | Mauricio Lagos     |
| 7  | Argentina (bandiera) | C     | Andrés Colombo     |
| 9  | Argentina (bandiera) | A     | Emanuel Herrera    |
| 10 | Argentina (bandiera) | C     | Mariano Berriex    |
| 11 | Cile (bandiera)      | D     | Alejandro Figueroa |
| 12 | Cile (bandiera)      | C     | Cristián Morán     |
| 13 | Cile (bandiera)      | D     | Jorge Alvarado     |
| 14 | Cile (bandiera)      | A     | David Llanos       |

| N. |                      | Ruolo | Calciatore         |
| -- | -------------------- | ----- | ------------------ |
| 15 | Cile (bandiera)      | P     | Jorge Deschamps    |
| 16 | Cile (bandiera)      | C     | Ányelo Alvarado    |
| 17 | Cile (bandiera)      | D     | Cristóbal González |
| 18 | Cile (bandiera)      | C     | Rodrigo Viligrón   |
| 19 | Argentina (bandiera) | C     | Andrés Díaz        |
| 20 | Cile (bandiera)      | D     | Ricardo Garrido    |
| 21 | Cile (bandiera)      | P     | Jonathan Salvador  |
| 23 | Cile (bandiera)      | C     | Juan Leiva         |
| 24 | Cile (bandiera)      | D     | Brandon Muñoz      |
| 25 | Argentina (bandiera) | A     | Gustavo Savoia     |
| 27 | Cile (bandiera)      | C     | Javier Bustos      |
| 28 | Cile (bandiera)      | D     | Jose Sandoval      |
| 29 | Argentina (bandiera) | A     | Aníbal Domeneghini |

## Palmarès

### Competizioni nazionali
- Primera B: 2

1967, 1994

### Altri piazzamenti
- Campionato cileno:

Secondo posto: 1975
- Copa Chile:

Finalista: 2010
Semifinalista: 1977, 1995
- Primera B:

Secondo posto: 1984, 2004
- Segunda División:

Secondo posto: 2024
- Coppa CONMEBOL:

Semifinalista: 1999

## Giocatori celebri
- Luis Chavarría
- Luis Guajardo
- Daniel Distéfano
- Jorge Dubanced
- Pedro González Pierella
- José Horacio Lugo
- Andrés Quetglás
- Ned Barbosa
- Occupé Bayenga
- Hans-Joachim Schellberg